# Stanislav Barețki
Stanislav „Stas” Barețki (n. 8 martie 1972, Lomonosov, URSS) este un muzician, actor și poet rus. A făcut parte din formațiile Leningrad și EU.
În contextul sancțiunilor internaționale impuse Rusiei și a embargourilor cu care aceasta a răspuns unor state, Barețki a devenit, în 2015, protagonistul unui comportament scandalos, el rupând cu dinții cutii cu bere de import și o pereche de chiloți, a distrus un iPhone și o tabletă PC, după care în noiembrie 2015 și-a incendiat propriul BMW, ca dovadă a susținerii campaniei împotriva produselor fabricate în Occident.

## Discografie
- Цензура (Cenzura) - 2003
- Цензура-2 (Cenzura-2) - 2004

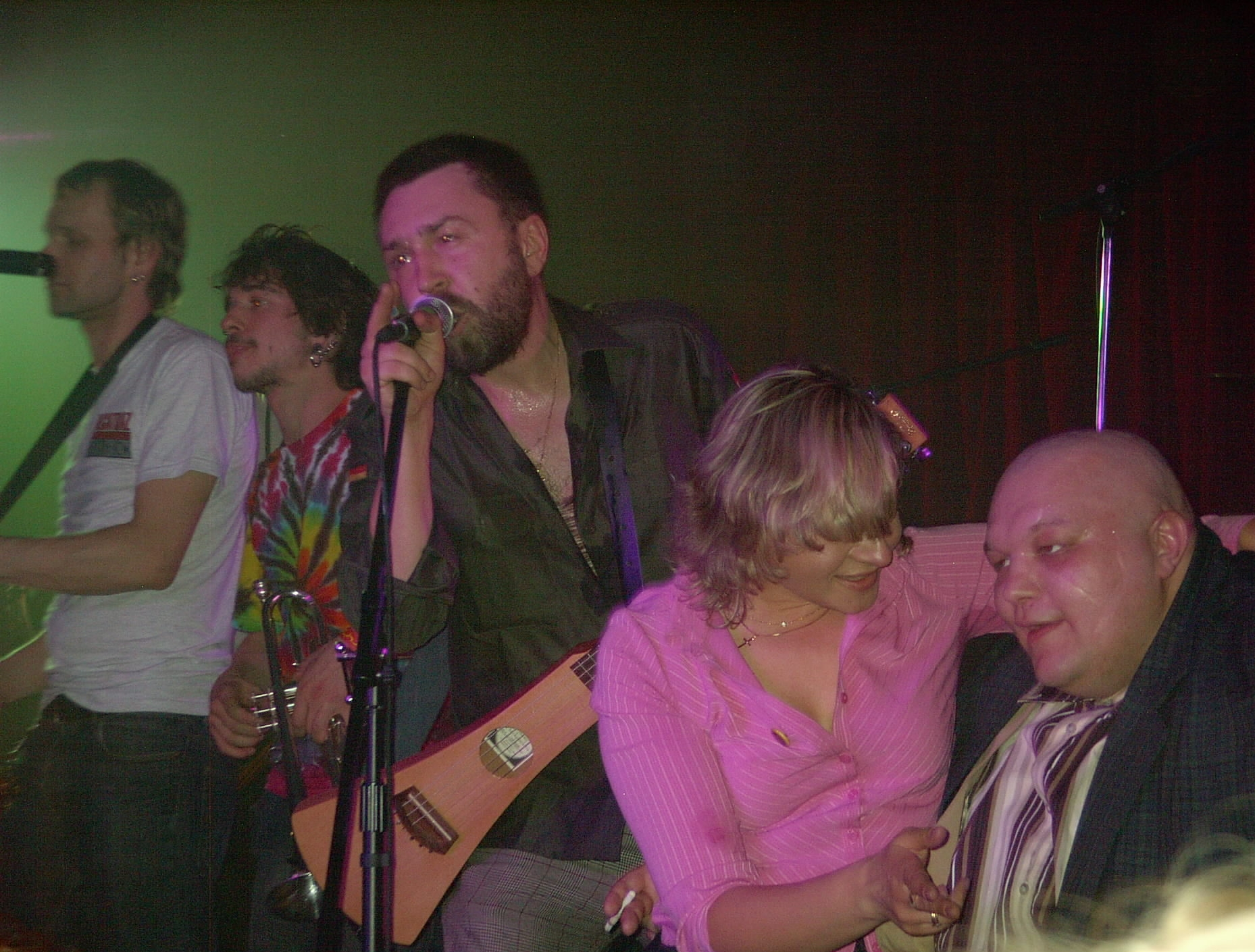
Stanislav Barețki (dreapta) cu trupa Leningrad

- Электронщина (Elektronșcina) - 2005 (cu EU (formație))
- Романтик Блядь Коллекшн - 2011
- Дискотека (Discoteca) - 2013
- Девяностые (Anii '90) - 2014

## Filmografie
- 2-Асса-2 – rol episodic - 2009
- Жесть Миллионов - cameo - 2010
- Шапито-шоу - proprietarul - 2011
- Литейный - Grunt - 2011